# Luqman Hakim Shamsudin
Luqman Hakim Shamsudin (Kota Bharu, 5 marzo 2002) è un calciatore malaysiano, attaccante del Negeri Sembilan.

## Caratteristiche tecniche
Nel 2019 è stato inserito nella lista "Next Generation" dei sessanta migliori talenti nati nel 2002, redatta dal quotidiano inglese The Guardian.
Successivamente, nel 2020, è stato inserito anche nella lista "NxGn 2020" dalla rivista Goal, comprendente i migliori 50 calciatori al mondo nati dopo il 1º gennaio 2001.

## Carriera

### Club
Cresciuto nel settore giovanile del Kortrijk, ha esordito in prima squadra il 23 ottobre 2020, disputando l'incontro di Pro League perso 1-3 contro l'Anderlecht.
Il 16 gennaio 2024 è passato in prestito ai giapponesi dello Yokohama SCC, nella J3 League, fino al gennaio del 2025.

### Nazionale
Il 28 maggio 2021 ha esordito con la nazionale malaysiana, giocando l'amichevole persa 2-0 contro il Bahrein.

## Statistiche

### Presenze e reti nei club
Statistiche aggiornate al 20 marzo 2024.
| Stagione        | Squadra         | Campionato      | Campionato | Campionato | Coppe nazionali | Coppe nazionali | Coppe nazionali | Coppe continentali | Coppe continentali | Coppe continentali | Altre coppe | Altre coppe | Altre coppe | Totale | Totale |
| Stagione        | Squadra         | Comp            | Pres       | Reti       | Comp            | Pres            | Reti            | Comp               | Pres               | Reti               | Comp        | Pres        | Reti        | Pres   | Reti   |
| --------------- | --------------- | --------------- | ---------- | ---------- | --------------- | --------------- | --------------- | ------------------ | ------------------ | ------------------ | ----------- | ----------- | ----------- | ------ | ------ |
| 2020-2021       | Kortrijk        | D1              | 1          | 0          | CB              | 0               | 0               |                    | -                  | -                  |             | -           | -           | 1      | 0      |
| 2021-2022       | Kortrijk        | D1              | 0          | 0          | CB              | 0               | 0               |                    | -                  | -                  |             | -           | -           | 0      | 0      |
| 2022-feb. 2023  | Kortrijk        | D1              | 1          | 0          | CB              | 1               | 0               |                    | -                  | -                  |             | -           | -           | 2      | 0      |
| Totale Kortrijk | Totale Kortrijk | Totale Kortrijk | 2          | 0          |                 | 1               | 0               |                    | -                  | -                  |             | -           | -           | 3      | 0      |
| 2023            | Njarðvík        | 1D              | 9          | 1          | CI+CdL          | 2+0             | 0               |                    | -                  | -                  |             | -           | -           | 11     | 1      |
| 2024            | Yokohama SCC    | J3              | 3          | 0          | CdL             | 1               | 0               |                    | -                  | -                  |             | -           | -           | 4      | 0      |
| Totale carriera | Totale carriera | Totale carriera | 14         | 1          |                 | 4               | 0               |                    | -                  | -                  |             | -           | -           | 18     | 1      |

### Cronologia presenze e reti in nazionale
| Cronologia completa delle presenze e delle reti in nazionale ― Malaysia | Cronologia completa delle presenze e delle reti in nazionale ― Malaysia | Cronologia completa delle presenze e delle reti in nazionale ― Malaysia | Cronologia completa delle presenze e delle reti in nazionale ― Malaysia | Cronologia completa delle presenze e delle reti in nazionale ― Malaysia | Cronologia completa delle presenze e delle reti in nazionale ― Malaysia | Cronologia completa delle presenze e delle reti in nazionale ― Malaysia | Cronologia completa delle presenze e delle reti in nazionale ― Malaysia |
| Data                                                                    | Città                                                                   | In casa                                                                 | Risultato                                                               | Ospiti                                                                  | Competizione                                                            | Reti                                                                    | Note                                                                    |
| ----------------------------------------------------------------------- | ----------------------------------------------------------------------- | ----------------------------------------------------------------------- | ----------------------------------------------------------------------- | ----------------------------------------------------------------------- | ----------------------------------------------------------------------- | ----------------------------------------------------------------------- | ----------------------------------------------------------------------- |
| 28-5-2021                                                               | Riffa                                                                   | Bahrein                                                                 | 2 – 0                                                                   | Malaysia                                                                | Amichevole                                                              | -                                                                       | 82’                                                                     |
| 3-6-2021                                                                | Dubai                                                                   | Emirati Arabi Uniti                                                     | 4 – 0                                                                   | Malaysia                                                                | Qual. Mondiali 2022                                                     | -                                                                       | 63’                                                                     |
| 11-6-2021                                                               | Kuala Lumpur                                                            | Malaysia                                                                | 1 – 2                                                                   | Vietnam                                                                 | Qual. Mondiali 2022                                                     | -                                                                       | 86’                                                                     |
| 6-10-2021                                                               | Amman                                                                   | Giordania                                                               | 4 – 0                                                                   | Malaysia                                                                | Amichevole                                                              | -                                                                       | 62’                                                                     |
| 9-10-2021                                                               | Amman                                                                   | Uzbekistan                                                              | 5 – 1                                                                   | Malaysia                                                                | Amichevole                                                              | -                                                                       | 61’                                                                     |
| 6-12-2021                                                               | Bishan                                                                  | Cambogia                                                                | 1 – 3                                                                   | Malaysia                                                                | AFF Cup 2020 - 1º turno                                                 | -                                                                       | 65’                                                                     |
| 9-12-2021                                                               | Bishan                                                                  | Malaysia                                                                | 4 – 0                                                                   | Laos                                                                    | AFF Cup 2020 - 1º turno                                                 | -                                                                       | 66’                                                                     |
| 12-12-2021                                                              | Bishan                                                                  | Vietnam                                                                 | 3 – 0                                                                   | Malaysia                                                                | AFF Cup 2020 - 1º turno                                                 | -                                                                       | 46’                                                                     |
| 26-3-2022                                                               | Kallang                                                                 | Singapore                                                               | 2 – 1                                                                   | Malaysia                                                                | Amichevole                                                              | -                                                                       | 82’                                                                     |
| Totale                                                                  |                                                                         | Presenze                                                                | 9                                                                       |                                                                         | Reti                                                                    | 0                                                                       |                                                                         |